# Soledad (cantante)
Soledad Pastorutti (Arequito, 12 de octubre de 1980), conocida simplemente como Soledad o por su apodo La Sole, es una cantante, compositora, actriz, conductora y productora argentina. Ganó el Premio Nacional SADAIC a los artistas en el Festival Nacional de Folklore de Cosquín el 26 de enero de 1996, evento que la lanzó a la fama. Su música renovó el folclore argentino en la segunda mitad de la década de 1990 y provocó un acercamiento de esta corriente musical a los jóvenes. Es considerada dentro de la camada del "Folklore Joven" junto a otros artistas contemporáneos como Abel Pintos y Luciano Pereyra.
Ha vendido más de siete millones de discos. Ganó el Grammy Latino, dos discos de diamante, cuatro premios Gardel, tres veces ganadora del premio Martín Fierro y discos de oro y platino. Los dos discos de diamante ganados la convierten en la primera y única artista argentina que recibe ese premio, el primero lo recibió en 2003 por el disco Poncho al viento, el segundo por haber superado las 950 000 unidades vendidas de su álbum La Sole, cuando cumplió diez años de carrera. Realizó más de 2500 shows en Argentina y otros países.[cita requerida] En 2014 obtuvo el Grammy Latino de la mano de Raíz junto a la mexicana Lila Downs y la española Niña Pastori como mejor álbum folclórico, también fue nominada al Grammy. Tuvo papeles como actriz en cine y en televisión (como en la telenovela Rincón de luz) y también como conductora desde 2008 hasta 2015 en el programa televisivo Ecos de mi tierra, dedicado a la música argentina.

## Biografía
Nació el 12 de octubre de 1980 en Arequito, un pequeño pueblo en el sur de la Provincia de Santa Fe. Es hija del matrimonio constituido por Omar Alberto Pastorutti y Griselda Haydeé Zacchino. Su padre, asiduo lector del Martín Fierro y quien poseía en la sala de la casa un bombo y una guitarra, le inculcó su pasión por el folclore argentino y así fue que desde muy pequeña, acompañada por músicos de su pueblo y alrededores, se presentó en distintos escenarios del interior del país.
En el verano de 1995 su repercusión en las peñas que circundan el previo del Festival De Cosquín hizo que fuera convocada para participar de ese importante evento. Sin embargo, no pudo hacerlo debido a una disposición municipal que impedía que menores de edad sean expuestos en televisión pasada la medianoche.[cita requerida]
Su primera actuación como artista profesional la realizó el 4 de noviembre de 1995 en el partido de Escobar, Provincia de Buenos Aires.[cita requerida]

## Carrera musical

### Primer Cosquín yPoncho al viento
El 26 de enero de 1996, un año después de la frustrada actuación en Cosquín y con apenas 15 años, Soledad vuelve a esa ciudad y esta vez sí se presenta junto a su hermana Natalia Pastorutti en el Festival de Cosquín. El éxito de esa actuación fue tal que se consagró como revelación del festival y recibió el premio Cosquín de Oro. Su presentación fue televisada en vivo para todo el país.
Soledad firmó con la discográfica Sony Music, la cual editó su primer álbum oficial, Poncho al viento. Este trabajo que la compañía consideró de venta regular y que no contó en un comienzo con una gran campaña de marketing, vendió más de 800.000 unidades en muy poco tiempo.

### La Sole
Su vida se convierte en una gran gira por el país, llegando en 1997 a cantar en 181 pueblos y ciudades de Argentina. Edita su segundo álbum, La Sole, y los ecos de su voz comenzaron a llegar a Buenos Aires. Sus dos álbumes trepan en las listas de ventas a tal punto que ambos compiten y se alternan en el primer puesto de ventas. Soledad finaliza el año llenando diez veces el teatro Gran Rex, la sala teatral más importante de Buenos Aires.

### A mi gente
Ya en 1998 duplica la cantidad de presentaciones en Buenos Aires realizando más de veinte conciertos, nuevamente en el teatro Gran Rex. Se convierte en la representante argentina seleccionada por Sony Music para componer la canción «Los sueños de todo el mundo», e incluirla en el álbum editado a nivel internacional con motivo de la realización del Campeonato Mundial de Fútbol. También acompañó oficialmente al seleccionado argentino a Francia.
Luego del mundial, recibió en Madrid (España) una distinción de Sony Music Internacional por haber alcanzado 1.000.000 de unidades vendidas con sus dos primeros álbumes. En su regreso al país, Sony Music Argentina la reconoce públicamente como la artista que produjo las mayores ventas en menor tiempo de la historia de la compañía, tomando en cuenta a todos los artistas, de todos los géneros musicales.
Aquellos conciertos en el Teatro Gran Rex se convirtieron en su primer álbum en vivo, editándose a finales de año bajo el título de A mi gente.

### La edad del solyYo sí quiero a mi país
Durante los primeros meses de 1999, Soledad se sumerge en la filmación de La edad del sol (el título de esta película es el anagrama de La Soledad), su primera experiencia en el cine. El guion de la película gira en torno a una historia que cuenta cómo un viaje de egresados (donde una de los jóvenes llamada Soledad es una muy famosa artista) se complica de forma sorpresiva.
La película se estrenó el 1 de julio de 1999 e inmediatamente se convirtió en el éxito de la temporada cinematográfica. La vieron más de un millón de espectadores. La crítica especializada no la consideró una gran hazaña cinematográfica.
El productor cubano Emilio Estefan, viaja a Argentina para conocer a Soledad y así convertirse en el productor artístico de su cuarto álbum, Yo sí quiero a mi país, editado en 1999. Este álbum, grabado en Miami, acerca a Soledad a ritmos de distintos lugares de Latinoamérica y en consecuencia, trasciende fronteras, llevando consigo a la música popular argentina de gira por diversos países tales como Uruguay, Paraguay, Chile, México, Estados Unidos, España y Perú.

### Presentaciones en festivales ySoledad
El nuevo milenio encuentra a Soledad cantando en numerosos escenarios argentinos y llegando por primera vez, como invitada gracias a su exitoso paso por el Festival del Huaso de Olmué, al Festival Internacional de la Canción de Viña del Mar (Chile), donde le otorgaron uno de los premios del festival, la Gaviota de Plata.
A mediados de 2000 vuelve a presentarse en la ciudad de Buenos Aires, tras casi dos años de ausencia y colma en tres oportunidades la capacidad del estadio Luna Park.
En el mes de agosto actuó durante cuatro noches en el Festival Folclórico de Martigues (Francia), donde fue declarada revelación. Las críticas de los diarios franceses hablaron de la posible llegada del "Fenómeno Soledad" a Europa.
A su regreso de Francia, se embarca en la grabación de su quinto álbum, Soledad, que salió a la venta a mediados del mes de octubre de 2000. Entre el final de la grabación y la publicación del álbum, Soledad se presentó en el Barbican Centre de Londres ante 1800 espectadores en el marco del Festival de Cine y Música Argentina de la capital inglesa.

### LibreyEn el Teatro Colón
En 2001 Soledad convoca a Alejandro Lerner como productor artístico de Libre, el álbum discográfico editado ese año. Libre llegó a los principales medios radiales de la mano de «Tren del cielo». La presentación de este disco se realiza en el teatro Gran Rex, de la ciudad de Buenos Aires.
La primera etapa de Libre fue coronada con una nueva invitación al Festival Internacional de Viña del Mar a principios de 2002, donde su actuación fue reconocida como una de las más importantes esa noche, recibiendo la codiciada Antorcha de Plata. Soledad realiza shows en: Argentina, Bolivia, Brasil, Canadá, Chile, Costa Rica, Perú y Uruguay.
En octubre de 2002 Sony Music decide relanzar Libre con nuevo arte y un bonus track.
El 21 de agosto del año 2002 la cantante se presentó en el Teatro Colón, emblema cultural de la ciudad de Buenos Aires, templo de la música. El espectáculo estuvo colmado de gente y fue a total beneficio de la fundación Felices Los Niños.

### Homenaje a Horacio Guarany
En 2002, Soledad decide finalizar el año homenajeando a Horacio Guarany, uno de los cantautores más influyentes de sus inicios y uno de los referentes de la música popular argentina. Realizan juntos un único show en el estadio Luna Park, recorriendo las canciones cumbres de sus repertorios. Este suceso musical argentino, se convierte en el álbum en vivo Sole y Horacio juntos por única vez.

### Rincón de luzyA donde vayas
En abril de 2003, Soledad participa del Festival Argentino en Miami y también realiza espectáculos en Los Ángeles y West Palm Beach (Playa Palma Oeste) en Estados Unidos.
Debuta como actriz de televisión en la tira diaria Rincón de luz, obra de la productora Cris Morena. Esta tira televisiva trasciende fronteras al igual que ya lo había hecho con su música. A pesar del tiempo que le ocupaban las grabaciones de la tira televisiva, continuó realizando presentaciones en Argentina, Chile y Uruguay.
Junto a Pablo Santos (bajista y director musical de su banda), produce artísticamente Adonde vayas, álbum que cuenta con siete canciones de su autoría.
Rincón de luz, de la mano de Cris Morena llega a distintos países e incluso, en abril de 2004, llegó a ser presentada como espectáculo musical en siete oportunidades en el estadio Nokia Arena (con capacidad de alrededor de 11.700 personas) de Tel-Aviv (Israel). A los pocos meses, fue seleccionada Mejor Cantante Latina en FM 100, la radio de mayor audiencia de Israel, compitiendo con figuras como Gloria Estefan, Thalía y Rosario.
Luego de la gira con el elenco de Rincón de luz, Soledad presenta Adonde vayas con tres conciertos en el estadio Luna Park de la ciudad autónoma de Buenos Aires. La respuesta del público obligó a presentar el álbum con la misma puesta en escena en las importantísimas ciudades de Rosario (Santa Fe), Córdoba  y Santiago de Chile.

### Récords, reconocimientos, televisión yDiez años de Soledad
En enero de 1998 la actuación de Soledad marcó un récord de público para el Festival de Jesús María.
En Chile también participó del Festival de Punta Arenas, donde fue galardonada con los premios Ñandú (jurado de artistas) y Ovejero (juzga el público).
Soledad vuelve a obtener un récord de público con su recital en la Exposición de La Rural de Palermo (la exposición rural más importante de Argentina, que se realiza todos los años en la capital del país). El día de su presentación se contabilizaron 153.600 personas en el predio.
Participa como actriz en los programas de mayor audiencia de la televisión argentina para ese entonces, Los Roldán  y Pensionados y además, estrenó y condujo El llamado final, un reality show emitido por Canal 13 Argentina. El grupo mexicano Elefante, autores e intérpretes originales de la canción "Adonde vayas", convocó a Soledad para cantar en “Píntame de azul”, canción incluida en el álbum lanzado en octubre de 2004 en México.
En 2005 Soledad colmó la capacidad de la Plaza Próspero Molina en su regreso al Festival de Cosquín. En agosto de ese año, vuelve a producirse un nuevo hito en la carrera de Soledad: su primer disco doble y el más representativo hasta el momento de su pasado y presente: Diez años de Soledad.
La producción de este disco estuvo a cargo de Afo Verde, el principal ejecutivo para América Latina y España de Sony Music. El primer disco se compone de once temas en estudio, donde Soledad muestra toda su madurez como vocalista y como intérprete, mostrando nuevamente su faceta de compositora, como ya lo había hecho en su álbum anterior. Incluye un tema llamado «Brindis» que compuso Afo Verde exclusivamente para ella, que resume sus intensos diez años de carrera. Con el tiempo este tema sería escuchado en varios países, dando a conocer a Soledad en otros lugares donde su música todavía no había llegado. En 2010, la mexicana Thalía grabó una versión de este tema.
El segundo disco es totalmente en vivo, con diez temas que fueron grabados en el especial que se realizó en los estudios de Telefe en Martínez, Buenos Aires. Realizando nuevos arreglos de los temas que ella convirtió en clásicos del folclore moderno. Inmediatamente, el 26 de noviembre, La Sole fue convocada para la inauguración del Estadio Pepsi Music (Estadio Obras Sanitarias), templo del rock, una vez más Soledad estaba atravesando fronteras, de modo tal que allí fue y presentó el disco Diez años de Soledad (que esa noche recibió el premio Disco de oro que entrega CAPIF). Este show fue grabado, editado y su primer DVD Soledad en vivo en Obras salió a la venta en 2006.

### A diez años de aquel Cosquín yFolklore
En 2006 también se cumplen 10 años de aquella presentación en la que deslumbró al país en el festival de Cosquín. Vuelve para festejar junto a Horacio Guarany, uno de los fundadores del festival, quien esa noche la definió como su “continuadora”.
A diez años, en el verano de 2006, 30 000 personas colmaron el predio de la Fiesta del Durazno en Mercedes, 10.000 en Posadas, 20 000 en Los Antiguos, 15 000 en Henderson, 30 000 en Albardón, 50 000 en Tacuarembó, 10.000 en Vedia y Pigüé, 30 000 en San Francisco y Los Charrúas, 20 000 en Luján y Corrientes, y casi 45 000 en la Fiesta del Pomelo en Formosa. Una vez culminada la gira de verano, trabaja en la edición de su primer DVD, Soledad en vivo en Obras, video que contiene el recital de presentación de Diez años de Soledad.
Es convocada para reinaugurar el ciclo de conciertos en el Salón Blanco de la Casa Rosada y para la celebración de la Revolución de Mayo en Buenos Aires, en Plaza de Mayo frente de 200.000 personas.

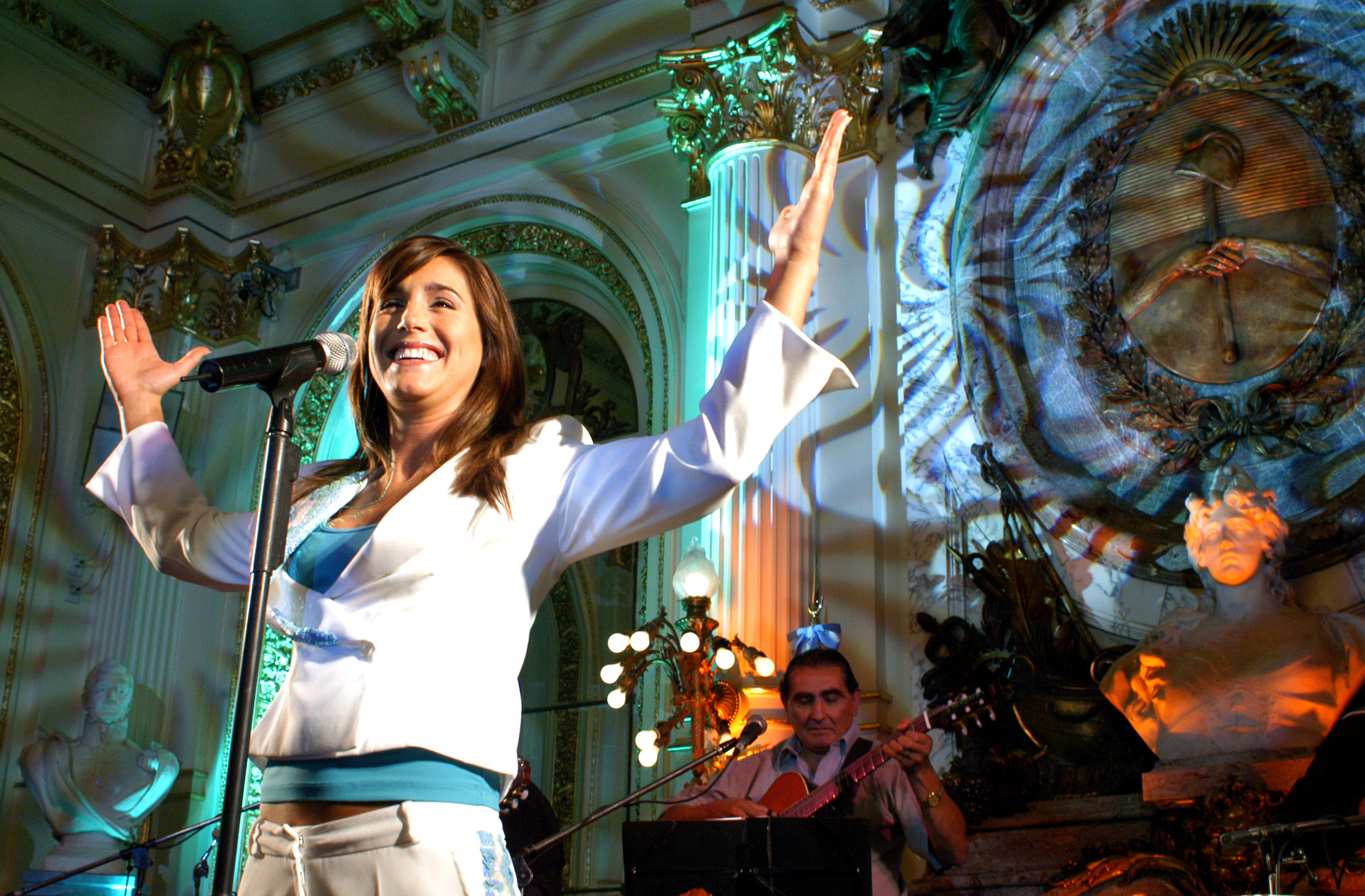
Soledad en el Salón Blanco de la Casa Rosada (2006).

En la despedida del seleccionado de fútbol antes del Mundial de Alemania en el estadio River Plate, fue la encargada de interpretar el Himno Nacional Argentino.
Fue la intérprete de “Pide un deseo”, corte de la banda sonora de la película de animación Patoruzito: La gran aventura, que luego se incluyó en la reedición de Diez años de Soledad en dos versiones: original de la película y folclórica.
En Calamaro querido! (Cantando al salmón), disco doble tributo a Andrés Calamaro, participa con su versión del tema de Rodolfo Sciamarella  "Salud, dinero y amor". Calamaro comentaría más tarde: «Como si al doble le faltara algo, Soledad le hace los honores a esta obra que grabamos con Julito y la Barra Rodriga. Con gracia y con carisma, esta figura de nuestra música honra a un repertorio roquero con una versión llena de gracia, que rueda con un arreglo bailarín. ¡Ojalá la nuestra hubiera rodado así!».
Durante octubre y noviembre, Soledad realizó tres presentaciones en el teatro Gran Rex de Buenos Aires donde contó con la participación de Luciano Pereyra, Mario Bofill, Facundo Saravia, JAF, Afo Verde y como en 1998, también se presentó Diego Maradona. Además, Mercedes Sosa, quien debido a compromisos ya asumidos no pudo asistir, se hizo presente en una grabación especialmente realizada, e interpretando la “Canción del jangadero”, logrando un increíble dúo con Soledad y sus músicos en el escenario.
En 2008 ocurren cinco nuevos hitos en la carrera de Soledad: el primero de ellos, Folklore. Tal el nombre de su décimo álbum. Entre los 14 temas incluidos en este trabajo, se encuentran clásicos del folclore argentino y latinoamericano cuya popularidad surgió con artistas de la talla de Jorge Cafrune, Horacio Guarany, Alfredo Zitarrosa, Chabuca Granda y muchos otros. Al poco tiempo de su salida, llegó a disco de oro y fue ternado para los Premios Carlos Gardel y alcanzó el honor de compartir con otros artistas latinos y con su querida "rival" la extraordinaria y también memorable Mercedes Sosa la nominación a los Premios Grammy Latinos. Y es con ella con quien genera un nuevo suceso: canta en vivo con Mercedes Sosa (primero en Cosquín, y luego en Mar del Plata), donde Sole realiza un espectáculo con “la Negra” e Ismael Serrano ante más de 80 000 personas.
Vuelve a la TV Abierta, con la idea y conducción de Ecos de mi tierra programa de música folclórica, por Canal 7 (Argentina) – TV Pública; otro de los hitos en el 2008 es ser elegida por Coca-Cola como una de las representantes argentinas para portar la antorcha olímpica de los Juegos Olímpicos de Pekín 2008, y recibió el premio de folclore Atahualpa, en la categoría Premio Especial Elegido por el Público. Como hito final, Sole es elegida para interpretar el Himno nacional argentino en la final de la Copa Davis, en momentos de su trasmisión televisiva para todo el mundo.

### La Fiesta: Juntos de verdad
En 2009 se concreta otro suceso artístico; junto al Chaqueño Palavecino y a Los Nocheros, generan un sexteto musical inédito. La Fiesta: Juntos de verdad, tal fue el nombre de la superbanda. La fecha inicial del show fue un 25 de abril, que por motivos técnicos la cambiaron al 16 de mayo generando un poco de malestar en el público que había comprado su entrada inicialmente. Pese a esto, se armó con los seis vocalistas y más de una docena de músicos que generaron un show de folclore, con el cual más de 15 mil personas estuvieron presentes en el estadio de Vélez (estadio que tiene una capacidad de 50 mil personas). Luego llevaron el show al Orfeo Superdomo de Córdoba, donde no tuvieron alta convocatoria debido al precio de las entradas, pero aun así convirtiéndose en el grupo que más convoca en Cosquín 2010, y son vistos por más de 100.000 personas en Neuquén, y Villa María. El show de Vélez se vuelca en un CD/DVD que se convierte en uno de los cinco mayores éxitos discográficos del 2009, con más de 100.000 unidades vendidas.
Así, en 2009, Soledad fue honrada con el premio CILSA a la Solidaridad Social (premio también recibido por Juan Carr, Valeria Mazza y Mirtha Legrand) y fue premiada junto a Julio Werthein, Marcos Aguinis y Julio Saguier por la Fundación Jóvenes Líderes, como “Joven Líder” del País. También a fines del 2008 Sole fue invitada a cantar para el final del programa venezolano Sudando la gota gorda cuyo tema "Brindis" era la cortina musical de dicho programa; y por esas fechas también fue convocada por el grupo los Sabandeños para cantar en Tenerife, España, siendo así su primer recital por esas tierras.
Soledad era la candidata para personificar a la candorosa María, papel protagónico de La novicia rebelde (2009). La Sole audicionó frente al director británico, encargado de hacer una propia versión del clásico de Richard Charles Rodgers y Oscar Hammerstein II en Argentina, y lo había fascinado, pero debido a su ajustada agenda, Soledad tuvo que rechazar esta oportunidad.

### Vivo en Arequito
El 17 de agosto de 2010 para el aniversario de la muerte del general José de San Martín, Soledad —desde la Ciudad de Yapeyú (provincia de Corrientes)— cantó en Cadena Nacional su versión con arreglos folklóricos del Himno Nacional Argentino.
El 10 de octubre de 2010, en Arequito, su pueblo natal, realizó un concierto en el cual se grabó un recital en vivo que brindó para celebrar su cumpleaños número 30 y el aniversario de los 15 años de carrera profesional con la música. Es así que nace el último disco de Soledad titulado Vivo en Arequito. Desde 1997, los seguidores de Sole se reúnen en forma espontánea para saludarla. Por eso Sole comenzó a brindar todos los años un espectáculo en vivo para sus fanes en esa fecha.
El espectáculo tuvo lugar en la Estación del Ferrocarril de Arequito (población, 8000 habitantes), para un público de más de quince mil personas.
Allí estuvieron todos sus músicos en escena además de invitados como Jorge Rojas, Leandro Lovato, Banda XXI, el Ballet del Chúcaro y su hermana, Natalia Pastorutti.
Este disco es una selección de 15 canciones que Soledad siempre quiso cantar, canciones populares como “Esta vida” (primer sencillo de difusión) del cantante colombiano Jorge Celedón, “Mi credo” de Enrique Guzmán Yáñez (Fato) y “Tu cárcel” del cantante mexicano Marco Antonio Solís, clásicos del folclore como “Lucerito del alba” y “Chacarera para mi vuelta”, temas ya tradicionales de ella como “Brindis” y “Tren del cielo” y canciones inéditas de la propia Soledad. El disco incluye, además, un bonus track del Himno Nacional Argentino en versión folclórica y un backstage del concierto en DVD comentado por Soledad. Fue nominado como mejor álbum de folclore en los Premios Grammy Latinos 2011. Para el 26 de agosto de 2013 se conoce que ya es disco de oro en Argentina.

### Éxito en cine, teatro y televisión
El 25 de mayo fecha patria argentina) de 2011 Soledad fue una de las principales figuras que participó en el festival conmemorativo de la Revolución de Mayo.
En 2011, Soledad, además de continuar realizando espectáculos por todo el país y el exterior, presentarse en el clásico Festival de Cosquín y continuar en la idea y conducción de Ecos de mi tierra, y ser una de las invitadas internacionales de Franco de Vita en Miami en su nueva producción En primera fila, se embarca en nuevos, importantes y exitosos proyectos:
- Soledad y Larguirucho

El primero, junto al más importante creador de dibujos animados de la Argentina, Manuel García Ferré (padre de animaciones reconocidas mundialmente como Anteojito, Petete, Hijitus, Larguirucho y Calculín). Soledad y Larguirucho, tal el título de la ambiciosa producción que comenzó a rodarse en ese año, fruto de un trabajo previo de varios años, convirtiéndose en la primera película en que, el exitoso García Ferré, mezcla animación y personajes reales.
- Canciones a la carta

Su segundo proyecto concretado fue Canciones a la carta, un concepto revolucionario de espectáculo, donde el público elige qué canciones quiere escuchar del artista. Los espectáculos resultan un suceso notable, ya que se logra una función más intimista donde, realmente, el público se acerca al artista, al punto de subir al escenario (en un decorado ad hoc, hay un pequeño living donde la propia Soledad le canta al elegido). Con este formato, La Sole recorre las principales ciudades del país, y así la gente tiene la oportunidad de conocerla de una forma distinta a la que es habitual ver a Soledad, en medio de miles de personas, en este caso el marco es en teatros de no más de 1000 personas, de forma de lograr la cercanía buscada con “a la carta”.
También ese año, es nuevamente convocada para los festejos del 25 de mayo, y para la inauguración de la Copa América, fue elegida para cantar el Himno Nacional, el cual interpretó —en lo que fue un nuevo hito en su carrera— a capela para los 50 000 espectadores presentes, y para millones de personas que siguieron el evento por televisión.
En 2012, Soledad realiza más de 30 presentaciones en los festivales de verano con el suceso ya habitual, logrando superar su propio récord de público en Mar del Plata, ya que en un megashow en la rambla es acompañada por más de 150 000 personas. Gira por todo el país presentándose con su espectáculo Canciones a la carta.
- La voz argentina

Convocada por Telefe, protagoniza la edición argentina del exitoso formato neerlandés The Voice como entrenadora junto a Miranda!, Axel Fernando y José Luis Rodríguez "El Puma". El ganador del exitoso programa La voz argentina fue del equipo de La Sole representado por Gustavo Corvalán.
Durante finales de 2012 e inicios de 2013 se destaca por sus varias representaciones musicales, especialmente por el ciclo llamado Canciones a la carta, en el cual ha cantado lo que le ha pedido el público. En enero de 2013, embarazada de su segunda hija (Regina, que nacería el 19 de febrero) fue ovacionada por su actuación en el Festival Nacional e Internacional de la Doma y Folclore de Jesús María con sede en la importante ciudad cordobesa de Jesús María (Argentina). El 29 de julio de 2013 fue cantora oficial en Río de Janeiro durante la visita del papa Francisco a Brasil. Luego el 2 de agosto de ese año hizo un recital en Montreal y el 3 de agosto de 2013 en Toronto, posteriormente volvió a su país y el 15 de agosto fue la principal amenizadora de la Fiesta Nacional del Dorado en Paso de la Patria en la provincia de Corrientes.
El sábado 26 de septiembre cierra el Segundo Festival UNASUR en la ciudad argentina de San Juan.

### Raízjunto a Lila Downs y Niña Pastori
En agosto de 2013, Soledad viaja a México para grabar Raíz, título de un proyecto de alcances internacionales junto a Lila Downs y Niña Pastori, que fusiona el talento de tres enormes representantes de la música de México, España y Argentina. El disco llevaba años gestándose por la importancia de su esencia: combinar la música de tres países, representada por artistas que verdaderamente sintieran y vivieran lo que es el folclore de sus respectivos pueblos. Las tres cantantes desde muy jóvenes han sido valoradas, respetadas y admiradas por poseer estas cualidades.

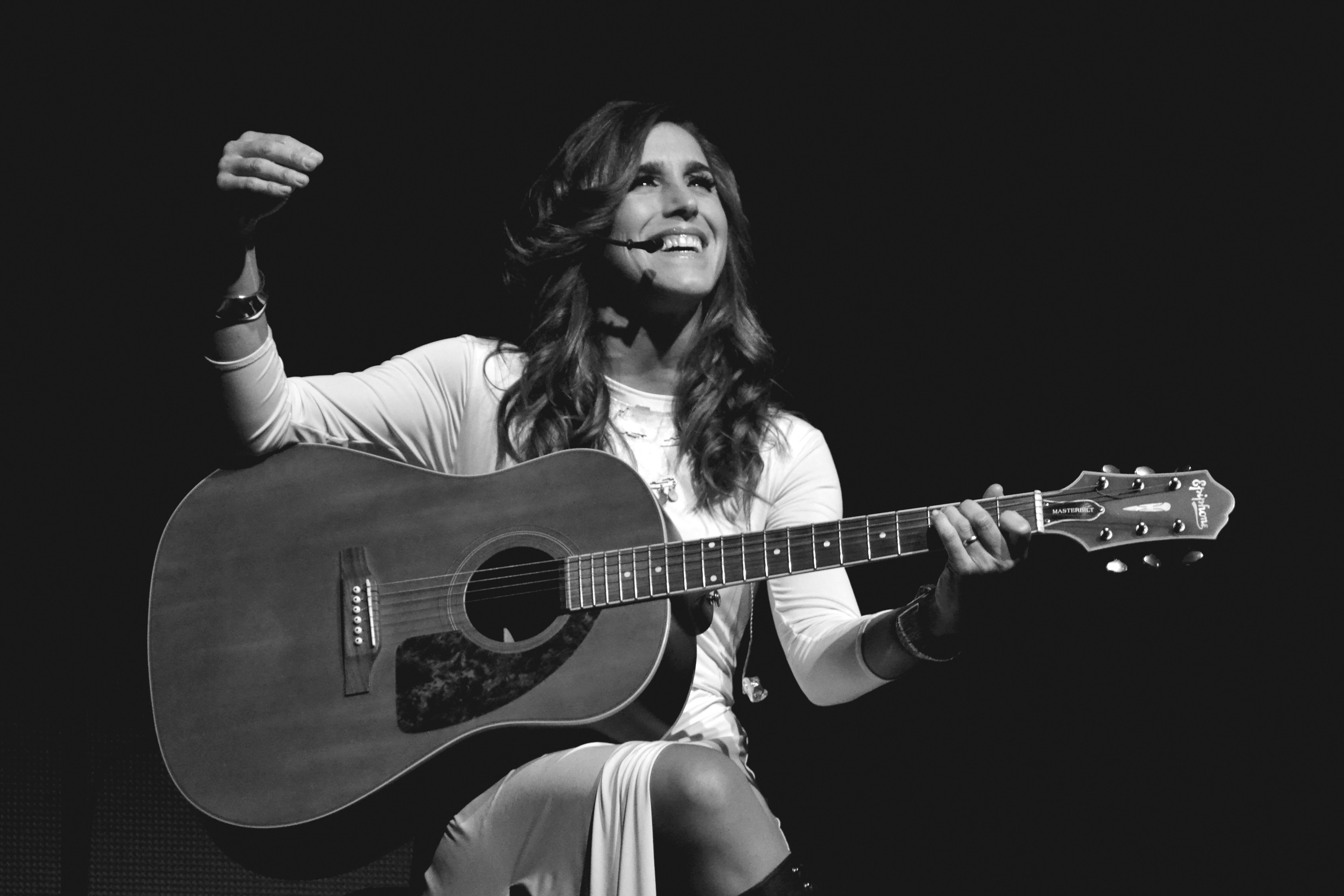
Soledad en la gira "Vivir es hoy"

Para hacer Raíz cada una aportó una lista de canciones con las cuales el público las había identificado a lo largo de su carrera; la selección final fue el resultado de la opinión compartida. Así quedaron 16 canciones que muy claramente las representan, que van con ellas y con su tierra, pero que ahora le pertenecen a las tres, pues las han hecho propias sin importar el origen.
En cuanto a producción trabajaron con dos respetados expertos en la música: Aneiro Taño y Julio Jiménez, mientras que Paul Cohen colaboró profundamente en varios de los arreglos, logrando armonías, melodías, estilos, acordes y elementos musicales tradicionales combinados con sonidos actuales. Raíz se realizó entre Argentina, España y México, pero fue especialmente en este último país donde las artistas se reunieron para grabar las voces en el histórico estudio de Sony Music.
El 25 de febrero de 2014 se presentó mundialmente el primer corte de difusión: "La raíz de mi tierra". Raíz salió a la venta el 1 de abril de 2014 y fue número uno en ventas en iTunes.
El 20 de noviembre de 2014 gana el Grammy Latino como mejor álbum folclórico con Raíz junto a Lila Downs y Niña Pastori, donde también estaban postuladas para el mejor álbum del año que finalmente se llevó Paco de Lucía con su disco póstumo.
En diciembre de 2014 son nominadas al Grammy internacional como "Best latin pop album" 2015.

### Vivir es hoy
Durante 2014, luego de seis años sin grabar un álbum de estudio como solista, Soledad se dedicó a crear el disco Vivir es hoy, con la producción musical del peruano Gian Marco y el argentino Matías Zapata. Cuenta con las participaciones internacionales de Carlos Santana (en la canción que da título al disco), Gian Marco y Carlos Vives. El álbum fue grabado entre Los Ángeles y Buenos Aires.
El 19 de enero de 2015, se presentó el primer corte de difusión: "Dame una sonrisa", un dueto de Soledad Pastorutti con el colombiano Carlos Vives.
Vivir es hoy fue lanzado por Sony Music el 10 de marzo de 2015 y emprende una gira de presentaciones musicales en teatros de «Vivir es hoy».

Portada del álbum Vivir es hoy (2015)

El 14 de abril de 2015 comienza en Telefe el programa Elegidos (versión argentina de Rising Star) en donde Soledad Pastorutti es jurado junto a Axel, Puma Rodríguez y el dúo vocal Miranda!. Con la conducción de Marley el programa lidera el rating en el primetime buscando la nueva estrella de la música con un sistema muy novedoso que incluye la participación del público en directo a través de una aplicación de Android y Apple.
El 15 de mayo de 2015 sufrió un grave accidente vial cuando iba con su banda de música a un concierto en La Pampa, su motorhome embistió contra un camión. La cantante, que viajaba con sus hijas y parte de su familia resultó con heridas leves. En el accidente hubo varios heridos, pero solo uno de gravedad: su iluminador, que luego se recuperó. El siniestro la vio obligada a postergar su gira de presentación de Vivir es hoy.
El 12 de junio de 2015 retoma la gira de presentaciones del disco Vivir es hoy para recorrer una gran parte de Argentina y Latinoamérica. El 21 y 23 de agosto brindó dos shows a sala llena en el Teatro Ópera con la presencia estelar de la cantante Karina y los dos productores del álbum: Gian Marco y Matías Zapata.
El segundo corte de difusión del disco Vivir es hoy es la canción "Eres", que en octubre estrenó un videoclip muy especial con la participación de sus hijas (a quienes está dedicada).
El 19 de diciembre de 2015 hace su última presentación del año nuevamente a sala llena en el Teatro Ópera.

### 20 años deSoledad
En 2016, Soledad se dispone a celebrar los 20 años de esa mítica primera presentación en el Festival de Cosquín. Muchos dicen que aquella noche se produjo un quiebre y un nuevo acercamiento de la juventud a la música de raíz folclórica.

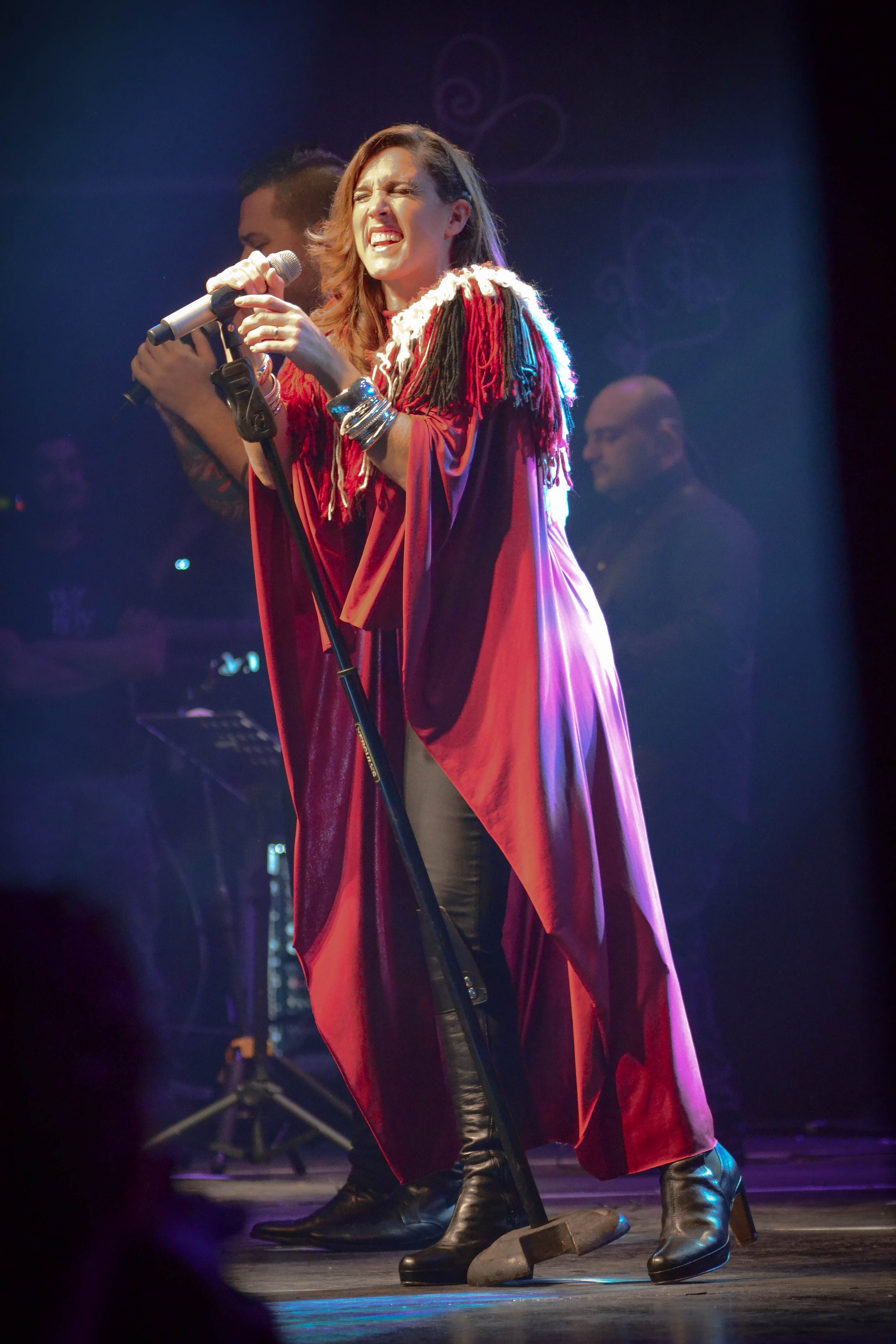
Soledad durante su gira Vivir es hoy.

El mismo día 26 de enero, pero de 2016, Soledad festeja 20 años de carrera en el Festival Nacional de Folklore de Cosquín con una plaza repleta de público, que desde la mañana había colgado el cartel que decía "Entradas agotadas". La cantante elige celebrar junto a grandes artistas como Jorge Rojas, Los Nocheros, Abel Pintos, Luciano Pereyra, Los Tekis, Los Alonsitos, Mario Bofill, Orlando Vera Cruz, Julián Ratti, el Chaqueño Palavecino, Raly Barrionuevo, entre otros. Una noche que quedará en el recuerdo por la calidad y la calidez de los invitados y los emotivos homenajes a Mercedes Sosa, Tamara Castro, Jorge Cafrune, Horacio Guarany y Atahualpa Yupanqui.
Esa misma noche recibió un disco de oro de la mano del presidente de Sony Music Sur por las ventas del álbum Vivir es hoy, premio que Soledad le regaló simbólicamente a su padre Omar por ser el artífice de su carrera musical.
También ese año se difundió la cifra que cobraba en el programa Ecos de mi tierra donde figuraba que por las últimas 22 emisiones cobró $1.118.040, dinero que procedía de los fondos públicos del país. Tras la polémica, Soledad aclaró: "La cifra que figura no es la que cobro", además de referirse a que los medios de prensa editan lo que ella dice en las notas para generar escándalo. Sin embargo, la cantante recibió un llamado de las autoridades que administran el canal para continuar con el ciclo televisivo, a lo que Soledad decidió retirarse de la conducción. Pese a esta polémica, el programa ganó el premio Martin Fierro como "Mejor Programa Musical".
El 11 de marzo de 2016 la cantante presenta "Una mañana nueva sin ti", el tercer corte de difusión del álbum Vivir es hoy. En dicha ocasión Sony Music lanza simultáneamente el videoclip en el que Soledad eligió imágenes filmadas por el público.
El 15 de abril de 2016 Sony Music realiza el lanzamiento del álbum Duetos, en homenaje a Rocío Dúrcal. Coincide con el 10° aniversario de la muerte de la cantante española y reúne a 25 artistas. Soledad participa en el clásico "Sombras... nada más". El productor Javier Calderón se encargó de llevar adelante la producción musical que congrega a grandes personalidades que cantan “a dúo” algunas de las canciones más reconocidas. Se destaca la participación de Tania Libertad, Juan Gabriel, Cristian Castro, Niña Pastori, Lila Downs y Roberto Carlos entre otros. El 7 de mayo fue invitada a participar del concierto que dio la banda avellanedense La Beriso en el estadio de Ferro, con quienes cantó «Cómo olvidarme» y «Sobreviviendo».
En junio de 2016 participó de la temporada 12 del reality show estadounidense The Bachelorette en donde interpretó «No llores por mí, Argentina» («Don't Cry for Me, Argentina») del musical Evita de Andrew Lloyd Webber. La escena fue filmada en Buenos Aires y la cantante estuvo acompañada de una orquesta dirigida por el prestigioso director y pianista Popi Spatocco.
El 16 de septiembre de 2016 Sony Music edita el CD DVD 20 años que es el registro audiovisual de aquella noche del 26 de enero de 2016 en el Festival Nacional de Folklore de Cosquín cuando celebró junto a colegas amigos que la homenajearon.
El 29 de octubre de 2016 se presenta en el estadio Luna Park de Buenos Aires con entradas agotadas. En casi 3 horas de un repertorio que recorrió su historia musical con una puesta escenográfica novedosa con concepto teatral alrededor de una luna de notable tamaño que fue cambiando de texturas e iluminación junto a la sutileza poética de una embarcación. La acompañó el Ballet El Chúcaro, Marité Berbel, los Manseros Santiagueños y Juan Gigena Ábalos y Natalia Pastorutti. Realizó homenajes a Tamara Castro, Mercedes Sosa y Horacio Guarany. El mismo espectáculo fue de gira a Mendoza, Corrientes, Córdoba, Rosario, Bahía Blanca y Neuquén.
En 2016, en el plano internacional realizó una exitosa gira por España, Chile, Estados Unidos, Canadá y Ecuador.
En el verano de 2017 se presentó en el Festival Nacional e Internacional de la Doma y Folclore de Jesús María con un nuevo récord de convocatoria con algo más de 20.000 espectadores. Luego se presentó en la séptima noche del Festival Nacional de Folklore de Cosquín con localidades agotadas, y fue la noche más convocante de la edición 2017. También fue protagonista de la 50.ª edición del Festival Nacional de Peñas de Villa María en donde cerró la segunda velada, condujo la noche del cierre y fue la invitada especial en los espectáculos de Carlos Vives, India Martínez y Franco de Vita.
El 6 de junio de 2017, gana el Premio Gardel a Mejor Álbum Artista Femenino de Folklore con su disco "20 Años".
El 29 y 30 de junio de 2017 visita Chile en el marco de la última etapa de la gira "20+1" (que continúa la celebración de sus primeros 20 años de carrera) y llena dos veces el Teatro Nescafé de las Artes acompañada de dos invitados especiales: Américo y Nahuel Pennisi.
El 19 de julio de 2017 participa de un concierto sinfónico en homenaje a Violeta Parra en el Teatro Colón. El espectáculo fue presenciado por la presidenta chilena Michelle Bachelet, fue dirigido por Ángel Parra y contó con la participación de la Orquesta Filarmónica de Buenos Aires junto a músicos de Chile y Argentina como Javiera Parra, Sandra Mihanovich, Camila Moreno, Kevin Johansen y Beto Cuevas.
El 28 de julio de 2017 el gobierno de la ciudad de Buenos Aires instaló una estrella con su nombre en reconocimiento a su trayectoria y labor cultural, la estrella se encuentra en la calle Bouchard (entre Lavalle y Corrientes) sobre las veredas del Luna Park.
El 10 de agosto de 2017 inicia la gira "20+1" por Estados Unidos con la que visita Washington D. C., Miami, Nueva York, Hartford, Los Ángeles y San Francisco. Luego visita Ecuador en donde participa del Verano de las Artes en el Centro Cultural Itchimbía.
A su regreso en Argentina, llena dos noches seguidas el Teatro Gran Rex en donde despide la gira "20+1" que es la continuación de los festejos de sus primeros 20 años de carrera.

### Nueva etapa musical
El 26 de enero de 2018 se presenta en el Festival de Cosquín que registra la noche más convocante de la edición con más de 8800 personas, en este concierto presenta un nuevo espectáculo con el que pretende abordar una nueva etapa musical.

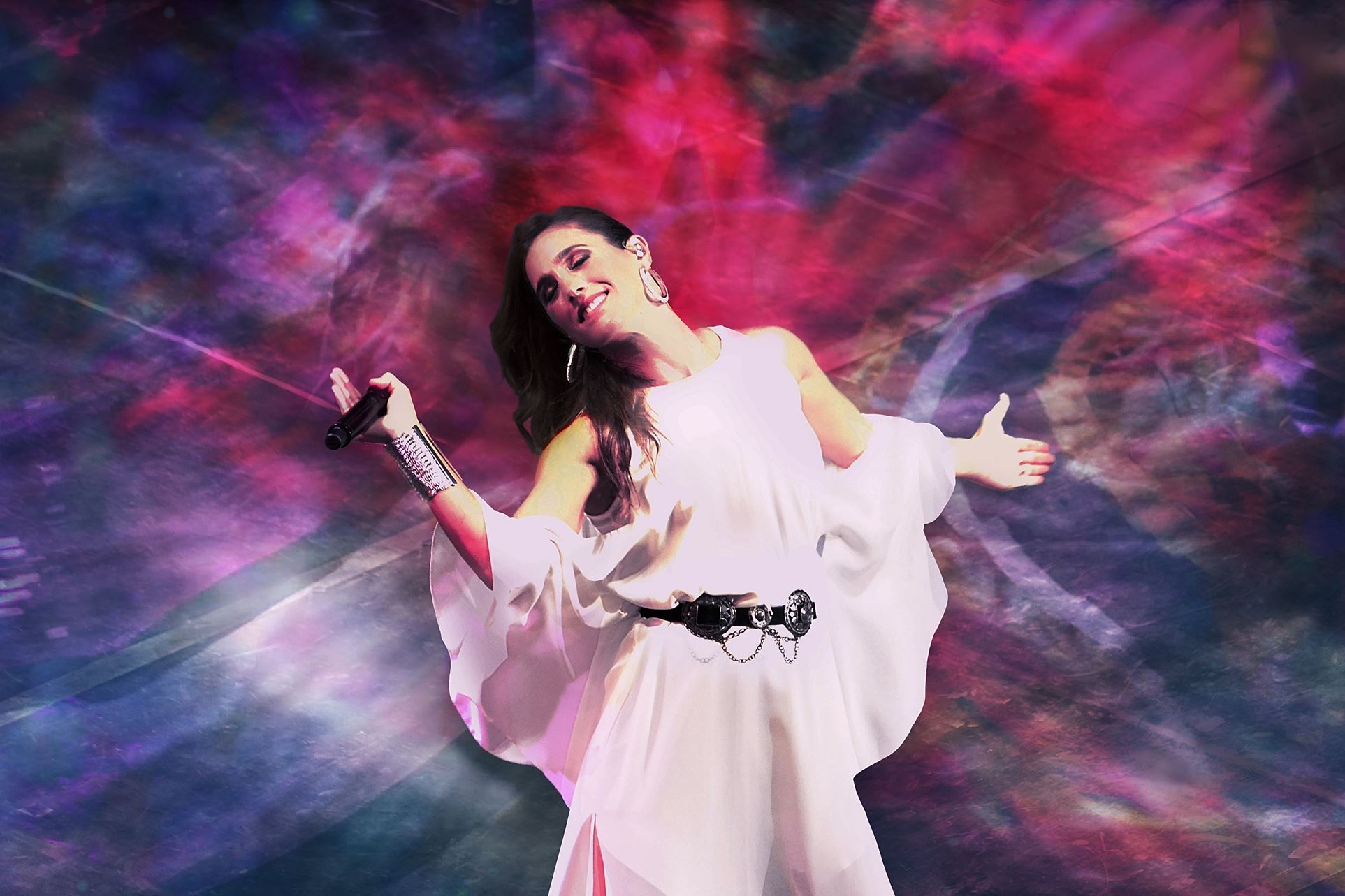
Soledad en el Festival Nacional de Peñas de Villa María 2018.

Un año más vuelve a ser la presentadora del Festival Nacional de Peñas en Villa María durante tres noches seguidas en donde fue invitada a cantar por Alejandro Sanz, Marco Antonio Solís, Luciano Pereyra y La Beriso.
El 27 de febrero de 2018 se realizan por primera vez en Buenos Aires los Latin Grammy Acoustic Sessions, una serie de conciertos organizados por la Academia Latina de Artes y Ciencias de la Grabación. Soledad junto a Carlos Vives fueron los protagonistas de la noche que reunió a las principales figuras de la industria musical de Argentina y América Latina en la Usina del Arte.
En marzo, gracias a la tecnología, la cantante graba a dúo con Sandro la canción "Cómo te diré", una producción de Sony Music en la que se unen otras grandes voces de artistas actuales para cantar aquellos temas que hicieron famoso al divo.
A finales de julio, Soledad confirma su participación en la segunda temporada de "La Voz Argentina" que transmite Telefe. La cantante ya ocupó ese rol en la primera edición y se coronó como entrenador ganadora gracias a la consagración de Gustavo Corvalán.
El 1 de octubre de 2018 se estrena la segunda temporada de La Voz Argentina, programa en el que la cantante participa como coach y que lidera la audiencia televisiva en Argentina.
En 2021 y 2022, vuelve a ser parte del jurado de La Voz Argentina ganando las dos ediciones.
En 2025, Soledad se desempeña como jurado en La Voz Argentina, junto a Lali Espósito, el dúo Miranda! y Luck Ra. En el certamen, Pastorutti ostenta el récord de tres victorias como entrenadora.

### La Gringa
La cantante lanza su nuevo álbum, con la producción de Carlos Vives y Cheche Alara.
El 9 de enero de 2019 presenta La Gringa, el primer sencillo y videoclip del nuevo álbum que prepara junto a Carlos Vives y Cheche Alara, la canción fue compuesta por la cantante junto a Vives y habla de su historia personal y musical.  El 7 de junio del mismo año, lanza un segundo sencillo: Aunque me digas que no, una balada que compuso Soledad junto a Claudia Brant y Cheche Alara. En noviembre presenta el tercer sencillo: Tal como siento, que compuso también junto a Claudia Brant.
En el verano de 2020, Soledad recorrió los principales festivales de Argentina, pero desde el mes de marzo debió suspender su gira por la cuarentena a la que se sometió debido a la pandemia de COVID-19. Durante la cuarentena siguió su actividad artística de forma virtual desde su casa en Arequito. Fue una de las precursoras de los conciertos en línea en Argentina con "La Gringa en casa" a través de Instagram Live y realizó colaboraciones con Luciano Pereyra, Luis Jara, Eva Ayllón, Natalia Pastorutti, Ricardo Mollo, Divididos y Lito Vitale.
El 13 de abril del mismo año, presentó el sencillo "Cambiar de vida" a dúo con Jorge Rojas y que forma parte de la banda de sonido de la novela Alas Rotas de Telefe. En 2021, la canción dejó de formar parte de las plataformas digitales.

### Parte de mí
El 25 de septiembre de 2020 presentó Parte de mí, un nuevo álbum producido por Carlos Vives, Cheche Alara, Juan Blas Caballero, Rodolfo Lugo e Iván Miyazato; grabado en Estados Unidos, Colombia, Brasil y Argentina. El álbum tiene 14 canciones y cuenta con la colaboración de India Martínez, Kany García, Matías Carrica, Los Auténticos Decadentes y Paula Fernandes. 
El álbum Parte de mí salió al mercado junto con el videoclip de la canción “Quién dijo", compuesta por Juan Blas Caballero, Daniel Reschigna, Soledad Pastorutti y Dejesus Encarnita García e interpretada con Kany García. El videoclip fue grabado en Miami (Estados Unidos) y en Santa Fe (Argentina) bajo la dirección de Joaquín Cambré.
El 12 de octubre de 2020 se presenta en el Movistar Arena con récord de público por streaming en Argentina. Celebró el lanzamiento de Parte de mí, su cumpleaños número 40, y dio inicio a los festejos por sus 25 años de carrera musical.
En el verano de 2021 hace temporada en Villa Carlos Paz por primera vez y recibe el Premio Carlos al "Mejor show musical". En el mes de julio, presenta un nuevo sencillo "La música de mi vida" junto a India Martínez. 
En junio de 2021 vuelve a ser entrenador de La Voz Argentina y comparte jurado con Lali, May y Ricky y Ricardo Montaner. El 5 de septiembre de 2021, Soledad marca su segunda victoria como coach del programa de la mano de Francisco Benítez.
En octubre de 2021 vuelve al Movistar Arena para celebrar sus 25 años de carrera con tres noches con entradas agotadas.
El 15 de mayo de 2022 se convirtió en la primera mujer en cantar en la memoria de los Premios Martín Fierro con sus dos canciones Para vivir un gran amor de Cacho Castaña y Brindis, homenajeando a los artistas que murieron entre junio de 2019 y mayo de 2022.

### Natural
En 2023, lanzó el álbum Natural, en el que exploró la música de raíz latinoamericana con el productor Nico Cotton. El álbum contó con la participación de Chango Spasiuk y Raly Barrionuevo. El primer sencillo del álbum fue La Paloma, una canción escrita y compuesta junto a Claudia Brant y Loli Molina. El álbum se presentó en vivo en el Teatro Coliseo de Buenos Aires y luego en una gira por distintas ciudades de Argentina.

### Raíz Nunca Me Fui
En 2024, diez años después, regresó ‘Raíz’, la conjunción artística que reunió en el camino a La Sole con Lila Downs y Niña Pastori. Este proyecto internacional fusiona la personalidad de las tres artistas y la música de México, España y Argentina. Lanzan ‘Raíz Nunca Me Fui’, un EP construido con temas extraídos de sus carreras en solitario, nuevas canciones y también clásicos. El EP recibió una nominación a los Latin Grammy en la categoría de "Mejor Álbum Folclórico".

### Que sea con suerte
En octubre de 2024 lanzó el álbum "Que sea con suerte", como parte de la conmemoración de sus 30 años de carrera artística. Este trabajo discográfico consiste en nuevas versiones de algunas de sus canciones más emblemáticas. Con este proyecto busca rendir homenaje a las canciones que definieron su trayectoria y consolidaron su relevancia en la escena musical.
El título, Que sea con suerte, posee un significado personal para la artista, ya que es una frase pronunciada por el reconocido presentador Julio Mahárbiz momentos antes de su histórica actuación en el Festival de Cosquín, que marcó el inicio de su carrera en 1996.
En 2025 encabezó una serie de recitales en el Teatro Gran Rex con motivo de su 29º aniversario artístico: tras agotar dos funciones en abril, anunció una tercera y cuarta presentación para octubre. En estos conciertos repasó lo más representativo de su trayectoria, con invitados especiales y homenajes a leyendas del folklore en su repertorio. Su álbum Que sea con suerte fue nominado al Premio Gardel en la categoría Mejor Álbum Artista de Folklore. Además, la Fundación Konex la incluyó entre las cinco personalidades más destacadas en la categoría Solista de Folklore para los Premios Konex 2025, integrándola al grupo de los 100 músicos argentinos más relevantes de la década 2015–2024. Ese mismo año se desempeñó nuevamente como coach en la quinta temporada de La Voz Argentina, acompañada por Lali Espósito, Miranda! y Luck Ra, contando además con la incorporación de co-coaches como el Chaqueño Palavecino y Yami Safdie en la etapa de knockouts.

## Voz
La calidad y técnica vocal de Soledad fue progresando con el paso del tiempo, a medida que fue avanzando en su carrera. Ella posee un color tímbrico muy particular y característico, que es muy fácil reconocer con apenas escucharla, semejante al de una contralto. Su voz se caracteriza principalmente por la intensidad y fuerza con la que emite el sonido. La extensión vocal, según grabaciones registradas, es de dos octavas y 5 notas con un semitono, de E♭3 a D♭6. Tal se puede ver en el video se la puede ver cuando le da clases a Marley en La voz Argentina en 2018. Pese a que su rango vocal es contralto, Soledad con su técnica vocal puede llegar a la de una soprano.[cita requerida]

## Vida personal
El 21 de abril de 2007, en Arequito, contrae matrimonio por civil con Jeremías Audoglio. Una semana después, el 28 del mismo mes, se realizó la ceremonia religiosa en la iglesia Nuestra Señora del Rosario.
El 10 de junio de 2010, nace su primera hija, Antonia, en Rosario.
El 19 de febrero de 2013, nace su segunda hija, Regina, en la ciudad de Rosario.
En 2013, participó en la Jornada Mundial de la Juventud en Brasil, donde cantó junto a Axel ante millones de jóvenes, durante la misa de clausura en Copacabana.
Soledad se ha criado en una familia conservadora y católica. De fuertes valores católicos, Soledad posee una especial devoción por la Virgen de Luján:

"Me crie principalmente en una familia católica...Si tengo que pedir algo, se lo pido a Dios, a Jesús o a la Virgen de Luján".

## Reconocimientos
Recibió el premio Mujer Destacada en Salud 2007, del Ministerio de Salud de la Nación, por su activa participación en campañas de prevención de enfermedades y educación para la prevención: trasplantes de órganos, desnutrición, VIH, mal de Chagas, bulimia y anorexia, entre otros; y una placa de la fundación FUNDAYT (fundación para la ablación y trasplante) en el Festival Nacional de Peñas de la ciudad de Villa María, Córdoba.[cita requerida]

## Otros proyectos

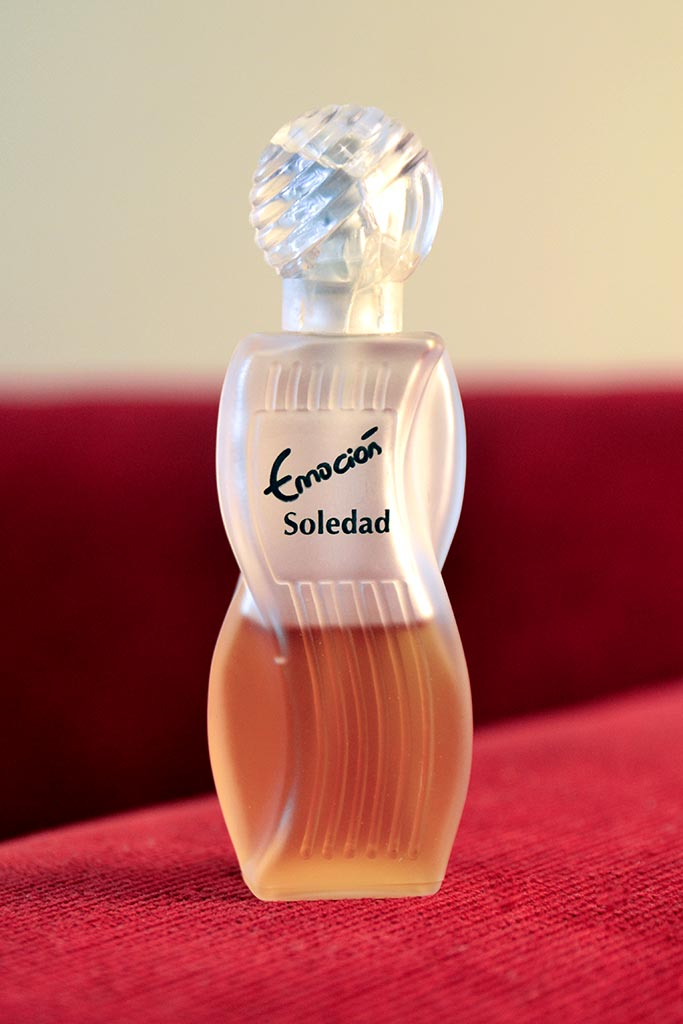
Perfume "Emoción"

En 1999, cuando Soledad alcanzaba el estrellato máximo, presentó su propio perfume, al cual llamó Emoción. En su momento, la cantante declaró: "Mi principal objetivo con esto es destinar un porcentaje de las ventas para hacer obras solidarias, sobre todo en mi pueblo natal". El especialista francés en fragancias, Richard Herpin, creador de fragancias internacionales para Calvin Klein, Celine Dion, Avon Products, Inc., Marc Jacobs, Ralph Lauren, entre otros, fue el encargado de interpretar el aroma. Emoción es una combinación de pétalos de rosa, jazmín muguet y junquillo, con cuerpo avainillado, pinceladas de chocolate y un toque de frescura que le da el tomate.

## Discografía
Álbumes de estudio
- 1996: Poncho al viento
- 1997: La Sole
- 1999: Yo sí quiero a mi país
- 2000: Soledad
- 2001: Libre
- 2003: Adonde vayas
- 2005: Diez años de Soledad
- 2008: Folklore
- 2014: Raíz (con Niña Pastori y Lila Downs)
- 2015: Vivir es hoy
- 2020: Parte de mí
- 2023: Natural[48]
- 2024: Raíz: Nunca Me Fui (EP con Niña Pastori y Lila Downs)[49]

Álbumes en vivo
- 1998: A mi gente
- 2002: Juntos por única vez (con Horacio Guarany)
- 2005: Diez años de Soledad
- 2006: En vivo en Obras
- 2009: La fiesta: juntos de verdad (con Chaqueño Palavecino y Los Nocheros)
- 2010: Vivo en Arequito
- 2016: 20 años

Álbumes recopilatorios
- 2000: Mis grandes canciones (Sólo en España)
- 2003: Serie Diamante: Soledad
- 2007: Colección La Nación: Nuestro folklore: Soledad
- 2008: Colección Clarín: Grandes ídolos de la música popular argentina: Soledad
- 2012: Soledad 20 éxitos originales

Ediciones especiales
- 1998: La Sole (reedición Copa Mundial de la FIFA Francia '98)
- 2002: Libre (nueva edición)
- 2006: Poncho al viento (edición 10.º Aniversario)
- 2006: La Sole (edición 10.º Aniversario)
- 2006: Yo sí quiero a mi país (edición 10.º Aniversario)
- 2006: Soledad (edición 10.º Aniversario)
- 2006: Libre (edición 10.º Aniversario)
- 2006: Adonde vayas (edición 10.º Aniversario)
- 2006: Diez años de Soledad: Pide un deseo (edición 10.º Aniversario)
- 2009: La Fiesta: Juntos de verdad (edición 2 CD)
- 2009: La Fiesta: Juntos de verdad (edición CD+DVD)
- 2016: 20 años (edición extendida)
- 2016: 20 años (edición CD+DVD)

DVDs
- 01/03/2003 - Rincón de luz
- 03/03/2006 - Música en el Salón Blanco
- 26/11/2006 - En vivo en Obras
- 02/07/2009 - La fiesta: juntos de verdad
- 01/02/2010 - Lo mejor de Cosquín 50 Aniversario Luna 12 Vol. 3 La fiesta: juntos de verdad
- 07/12/2010 - Vivo en Arequito
- 03/05/2014 - Corazón: Live from México (Live It to Believe It)
- 16/09/2016 - 20 años

Álbum no oficial
- 1993: Pilchas Gauchas (como Soledad Pastorutti "La Sole")
- 1994: A mis amigos (como Soledad Pastorutti "La Sole")

Banda de Sonido Original
- 2003: Rincón de luz
- 2004: Teo, cazador intergaláctico
- 2006: Diez años de Soledad: Pide un deseo
- 2007: High School Musical: La selección

Sencillos
- 1996: «A Don Ata», del álbum Poncho al viento
- 1997: «A Don Ata» (España), del álbum  Poncho al viento
- 1997: «Entre a mi pago sin golpear», del álbum Poncho al viento
- 1997: «Pilchas gauchas», del álbum Poncho al viento
- 1997: «Los sueños de todo el mundo», del álbum La Sole
- 1998: «Que nadie sepa mi sufrir», del álbum La Sole
- 1998: «Las moras», del álbum La Sole
- 1998: «A mi gente», «Déjame que me vaya», «Odiame», del álbum A mi gente
- 1999: «Déjame que me vaya», del álbum A mi gente
- 1999: «Yo sí quiero a mi país», del álbum Yo sí quiero a mi país
- 1999: «El bahiano», del álbum Yo sí quiero a mi país
- 2000: «Cómo será», del álbum Yo sí quiero a mi país
- 1999: «El bahiano» (México), del álbum Yo sí quiero a mi país
- 1999: «Cómo será» (México), del álbum Yo sí quiero a mi país
- 1999: «Corazón americano», del álbum Yo sí quiero a mi país
- 2000: «Propiedad privada», del álbum Soledad
- 2000: «Propiedad privada» (México), del álbum Soledad
- 2001: «Luna cautiva», del álbum Soledad
- 2000: «De mi pueblo», del álbum Soledad
- 2001: «Tren del cielo», del álbum Libre
- 2002: «Todos juntos», del álbum Libre
- 2003: «Adonde vayas», del álbum Adonde vayas
- 2003: «Mal de amores», «Para mi pueblo argentino», del álbum Adonde vayas
- 2004: «Tambores del sur», del álbum Adonde vayas
- 2004: «Luces para mí», del álbum Adonde vayas
- 2005: «Una fiesta», del álbum Diez años de Soledad
- 2005: «Lejos de ti», del álbum Diez años de Soledad
- 2005: «Lejos de ti», «Una fiesta», «A Don Ata», del álbum Diez años de Soledad 2
- 2006: «Brindis», del álbum Diez años de Soledad
- 2006: «Pide un deseo», del álbum Diez años de Soledad: Pide un deseo
- 2008: «La vieja», del álbum Folklore
- 2008: «Escucha a tu corazón», del álbum Folklore
- 2009: «Canción del Jornalero», del álbum Folklore
- 2010: «Y así volví», del álbum Folklore
- 2011: «Esta vida», del álbum Vivo en Arequito
- 2014: «La raíz de mi tierra», del álbum Raíz junto a Niña Pastori y Lila Downs
- 2014: «Que nadie sepa mi sufrir», del álbum Raíz junto a Niña Pastori y Lila Downs
- 2015: «Dame una sonrisa», del álbum Vivir es hoy junto a Carlos Vives
- 2015: «Eres», del álbum Vivir es hoy
- 2016: «Una mañana nueva sin ti», del álbum Vivir es hoy
- 2016: «Tocando al frente», del álbum 20 Años
- 2017: «Canta»
- 2018: «No es no» en dueto con Axel
- 2019: «La gringa»
- 2019: «Aunque me digas que no»
- 2019: «Tal como siento»
- 2020: «Cambiar de vida» en dueto con Jorge Rojas
- 2020: «La Valeria»
- 2020: «Quién Dijo» en dueto con Kany García
- 2020: «Chingui Chingui» en dueto con Los Auténticos Decadentes
- 2021: «La música de mi vida» en dueto con India Martínez
- 2022: «Lágrimas y flores» en dueto con Natalie Pérez
- 2022: «Yo no te pido la luna» en dueto con MYA
- 2022: «Quiero todo» con Lali y Natalia Oreiro
- 2022: «Tu marca» en dueto con Los Palmeras
- 2023: «La paloma»
- 2023: «La del olvido»

Participaciones en CD &  DVD
- En 1999 participó del CD Por andar caminos del grupo Trigal (formado por sus músicos) donde interpretó la canción «Cantando» de Alberto Arauco, Soledad Pastorutti, Jorge Alberto Calcaterra y Silvio Aníbal López.
- En 1999 participó del CD César junto al cantante César Isella donde interpretó en dueto la canción «Popurrí de zambas» («Balderrama» de Manuel José Castilla y Gustavo Leguizamón - «Recuerdo salteño» de Marcos Thames - «Carpas de Salta» de Juan José Payo Solá).
- En 2000 participó del CD Serenata a la luz de Los Ángeles junto al cantante chileno Douglas donde interpretó en dueto la canción «Y volveré» de Alain Barriere.
- En 2000 participó del CD Torneos Juveniles Bonaerenses 2000 junto al cantante Abel Pintos donde interpretó en dueto acompañados por el Coro de la Escuela Inmaculada de Bahía Blanca el tema oficial «Para todos brilla un sol» de David Mauricio Settembrino.
- En 2001 participó del CD Estrellero junto al cantante Orlando Vera Cruz donde interpretó en dueto la canción «Punta Cayastá» de Orlando Vera Cruz.
- En 2001 participó del CD Niños del 2000 junto a varios artistas a beneficio de la Fundación Argentina de Infectología Pediátrica para el programa de TV La Misión, donde interpretaron la canción «Niños del 2000» de Alejandro Federico Lerner.
- En 2001 participó del CD Noche de paz junto al grupo Los Tekis donde interpretó en dueto la canción «Portal de Belén».
- En 2001 participó del CD Lerner.vivo junto al cantante Alejandro Lerner donde interpretó en dueto la canción «El poder de los sueños» de Alejandro Federico Lerner.
- En 2002 participó del CD Dúos junto al cantante chileno José Alfredo Fuentes donde interpretó en dueto la canción «Con mi bombo y mi chin chin» de Ricardo Roberto Toro Lavín.
- En 2002 participó del CD 30 años junto al grupo Los Palmeras donde interpretó en dueto la canción «Luna lunera» de Tony Fergo.
- En 2002 participó del CD Río de sueños junto al grupo Los Sacha donde interpretó en dueto acompañados por el Coro de la Ciudad de Córdoba dirigido por Guillermo Pellicer la canción «Seguiré» de Lucas Ninci y Patricio Mansilla.
- En 2003 participó del CD Buenas y santas junto al dúo Cuti y Roberto Carabajal donde interpretó en dueto la canción «Sembrador de taperas» de Cuti Carabajal y Pablo Raúl Trullenque.
- En 2004 participó del CD Elefante junto al grupo mexicano Elefante donde interpretó la canción «Píntame de azul» de Rafa.
- En 2004 participó del CD de la banda de sonido de la película Teo, cazador intergaláctico donde interpretó la canción «Cambios» de Soledad Pastorutti y Pablo David Santos.
- En 2004 participó del CD y DVD Música para soñar - Volumen 1, banda de sonido del programa de televisión de mismo título, donde interpretó la canción «De música ligera» de Gustavo Adrián Cerati y Héctor Juan Pedro Bossio.
- En 2005 participó del CD de la banda de sonido del programa de televisión Rincón de luz donde interpretó las canciones «Rinconcito de luz», «Niño de la calle» y «Busca la luz» de Cristina de Giacomi y Carlos Nilson.
- En 2005 participó del CD Ckayna Cunan/2 junto al cantante Peteco Carabajal donde interpretó en dueto la canción «Los rastros de Juan Bagual» de Carlos y Peteco Carabajal.
- En 2006 participó del CD homenaje al cantante Andrés Calamaro, Calamaro querido! (Cantando al salmón) donde interpretó el éxito de Los Rodríguez, la canción «Salud, dinero y amor» de Andrés Calamaro.
- En 2006 participó del CD Dispuesto a amarte del cantante Luciano Pereyra donde interpretó en dueto la canción «Por volverte a ver» de Dyango.
- En 2007 participó del primer CD solista de su hermana la cantante Natalia Pastorutti Me dejo andar donde interpretó en dueto la canción «Si mi pecho hablara» de Ela Ruiz.
- En 2007 participó del CD de la banda de sonido del programa de televisión High School Musical: La selección donde interpretó la canción «Nada termina» de Fernando Luis López Rossi.
- En 2008 participó del CD Esteros junto al cantante Mario Bofill donde interpretó en dueto la canción «Mujer América» de Julián Zini y Mario Bofill.
- En 2009 participó del CD Las mujeres de Lavié junto al cantante Raúl Lavié donde interpretó en dueto la canción «María va» acompañados por su autor Antonio Tarragó Ros.
- En 2009 participó del CD 40 años, gracias... junto al grupo Los 4 de Córdoba donde interpretó en dueto la canción «Pena de amor» de Julio Fontana, Miguel Ángel Valenzuela y Víctor Hugo Godoy.
- En 2009 participó del CD y DVD Cantora junto a la cantante Mercedes Sosa donde interpretó en dueto la canción «Agua, fuego, tierra y viento» de Paz Martínez, dedicándoselos a Latinoamérica.
- En 2009 participó del CD Mi esencia junto al cantante Leandro Lovato donde interpretó en dueto la canción «Juntito al fogón» de Los Hermanos Ábalos.
- En 2009 participó del DVD de la banda de sonido del programa de radio Juntos - 25 años donde interpretó acompañada por el grupo Los Nocheros y el cantante Chaqueño Palavecino la canción «Entre a mi pago sin golpear» de Carlos Carabajal y Pablo Raúl Trullenque.
- En 2009 participó del DVD Festejando 10 años junto a vos! junto al cantante Luciano Pereyra en vivo en el estadio Luna Park donde interpretó en dueto la canción «Por volverte a ver» de Jaén Blanco Amado y Rafael Gil Domínguez.
- En 2010 participó del CD Pasaporte junto al grupo Los Musiqueros Entrerrianos donde interpretó en dueto el tema «La canción de Puerto Sánchez» de Jorge Méndez.
- En 2010 participó del CD Quiero junto al cantante Pablo Granados donde interpretó en dueto la canción «Rocío» de Pablo Fabián Granados.
- En 2010 participó del CD 25 años junto al cantante Chaqueño Palavecino donde interpretó en dueto la canción «Traición por traición» de Jorge Milikota y Oscar Palavecino.
- En 2010 participó del CD Tupá x Tupá junto al grupo Tupá donde interpretó en dueto la canción «Así» de Aldy Balestra.
- En 2011 participó del segundo CD solista de su hermana Natalia Pastorutti Fui yo donde interpretó en dueto la canción «Siempre que puedas» de Daniel Reschigna y Santiago Sinisterra.
- En 2011 participó del CD y DVD En primera fila junto al cantante Franco de Vita donde interpretó en dueto la canción «No se olvida» de Franco de Vita.
- En 2011 participó del CD Conquista junto al cantante colombiano Mano Zeta donde interpretó en dueto la canción «Usted» de Mano Zeta y Juan Blas.
- En 2011 participó del CD De la esencia al canto junto al cantante Efraín Colombo donde interpretó en dueto la canción «Santa Fé en mi corazón» de Julián y Patricia Ratti.
- En 2012 participó del CD Sueño despertar junto al grupo Los Novas donde interpretó en dueto la canción «Se vienen cosas buenas» de Lucas Boschiero y Pablo David Santos.
- En 2012 participó del CD De plata junto al grupo Los Alonsitos donde interpretó en dueto la canción «Todo el mundo a cantar» de Aldy Balestra.
- En 2012 participó del CD Hasta mi final junto al cantante Lautaro Rodríguez donde interpretó en dueto la canción «La historia sin fin» de Leandro Tamola y Agustín Dandolo.
- En 2013 participó del CD 10 años junto al dúo Los Izkierdos de la Cueva donde interpretó en dueto la canción «Bendita mi suerte» de Daniel Alejandro Cuevas Amaya y Antonio Gabriel Izquierdo.
- En 2013 participó del CD Folklore Urbano junto a Indios de Ahora donde interpretó en dueto la canción «Guitarra, dímelo tu» de Atahualpa Yupanqui.
- En 2013 participó del CD homenaje al cantante Alejandro Sanz, Y si fueran ellas, donde interpretó la canción «Quisiera ser» de Alejandro Sanz.
- En 2014 participó del CD y DVD Corazón de Santana junto a Lila Downs y Niña Pastori, donde interpretaron la canción «Una noche en Nápoles» de Thomas Mack Laurderdale, China F. Forbes y Claudia Brant.
- En 2014 participó del CD Con vos junto al grupo Agapornis donde interpretó en dueto la canción «Tren del cielo» de Alejandro Lerner en versión cumbia.
- En 2014 participó del CD Hijos de la Tierra junto al grupo Los Tekis donde interpretó en dueto la canción «Soledad» de Gonzalo Sebastián López, Maximiliano Pardo y Héctor Alfredo Burgos.
- En 2014 participó del CD y DVD Corazón: Live from México (Live It to Believe It) de Santana junto a Lila Downs y Niña Pastori, donde interpretaron la canción «Una noche en Nápoles» de Thomas Mack Laurderdale, China F. Forbes y Claudia Brant, en vivo en el VFG Arena Guadalajara.
- En 2015 participó del CD Como en el patio junto al cantante El Gringo Pacheco donde interpretó en dueto la canción «Pueblero de Allá Ité» de Gonzalo Pocho Roch.
- En 2015 participó del CD Buscavida junto al cantante Matías Carrica donde interpretó en dueto la canción «Renacer» de Soledad Pastorutti, Matías Carrica, Daniel Reschigna y Juan Blas Caballero.
- En 2016 participó del CD En el aire junto al cantante Facundo Arana donde interpretó en dueto la canción «Estaré ahí» de Facundo Arana, Oscar "Chino" Asencio y Lucas Asencio.
- En 2016 participó del CD Duetos junto a la cantante Rocío Dúrcal donde interpretó en dueto la canción «Sombras nada más» de Francisco Lomuto y José María Contursi.
- En 2016 participó del CD Cantemos a la Virgen María de El Padre César junto a Rolando Sartorio donde interpretaron la canción «Dulce Doncella» de Daniel Poli.
- En 2016 participó del CD Destino San Javier junto al grupo Destino San Javier donde interpretó en dueto la canción «El duende del bandoneón» de Pedro Alberto Favini y Oscar Arturo Mazzanti.
- En 2017 participó del CD Inmenso junto al cantante José Luis Rodríguez El Puma donde interpretó en dueto la canción «Tengo derecho a ser feliz» de Junior González, producido por Ricardo Montaner.
- En 2017 participó del CD 50 en vuelo. Capítulo 1 junto al cantautor Víctor Heredia donde interpretó en dueto la canción «Destino de caminar».
- En 2018 participó del CD (No tan) Sólo junto al cantante Pablo Cordero donde interpretó en dueto las canciones «Ella y él» de Soledad Pastorutti, Jorge Pablo Cordero y Matías Miguel Antonio Zapata y «Una hoja en tu viento» de Jorge Pablo Cordero y Matías Miguel Antonio Zapata, en vivo en la Usina Cultural UNVM.
- En 2018 participó del CD Dúos, álbum póstumo de Sandro donde interpretó en dueto la canción «Cómo te diré» de Oscar Anderle y Roberto Sánchez.
- En 2018 participó del CD Ave fénix 2 grabado a beneficio de la reconstrucción de la Catedral de San Nicolás, álbum de Lito Vitale donde interpretó en la canción «Oración del remanso» de Jorge Fandermole.
- En 2018 participó del Sencillo Todo a pulmón junto a Alejandro Lerner, Abel Pintos, Axel, Lali Espósito, León Gieco, Rolando Sartorio y Sandra Mihanovich de Alejandro Federico Lerner.
- En 2018 participó del Sencillo No es no junto al cantante Axel de Axel Patricio Fernan Witteveen.
- En 2018 participó del CD Vive Ro, álbum póstumo dedicado a Romina Yan donde interpretó en dueto con Natalia Pastorutti la canción «Hija y madre» y las canciones grupales «Estoy listo» y «Volar mejor» de Cristina De Giocomi y Carlos Nilson.
- En 2019 participó del CD #20AñosAlViento junto al cantante Luciano Pereyra grabado en vivo en el Estadio Vélez Sarsfield en donde interpretó en dueto la canción «Enséñame a vivir sin ti» de Luciano Ariel Pereyra, Edgar Iván Barrera y Andrés Eduardo Castro.
- En 2019 participó del CD El ritual junto al grupo Tupá donde interpretó en dueto la canción «Así» de Aldy Balestra.
- En 2019 participó del CD Sean Eternos junto al grupo Los Palmeras donde interpretó en dueto la canción «La suavecita» de Víctor Manuel Guitierrez González.
- En 2019 participó del CD Mujer & Ego junto al cantante Iván Noble donde interpretó en dueto la canción «Una canción diferente» de Celeste Carballo.
- En 2019 participó del CD A Chabuca (Dos), álbum póstumo de Chabuca Granda donde interpretó la canción «Una larga noche» de María Isabel Granda.
- En 2020 participó del CD De Buenos Aires para el mundo junto al grupo Los Ángeles Azules grabado en vivo en el Unione e Benevolenza de Buenos Aires en donde interpretó en dueto la canción «Mis sentimientos» de Jorge Mejía Avante.

Participaciones en Singles
- En 2018 participó del single No es No junto al cantante Axel.
- En 2020 participó del single Almas Gemelas junto a la cantante Marcela Morelo.
- En 2020 participó del single Gracias A La Vida junto al grupo Las Voces de Latinoamérica.
- En 2020 participó del single Yo Vengo A Ofrecer Mi Corazón junto al grupo Las Voces de Latinoamérica.
- En 2020 participó del single Tumbas De La Gloria junto al grupo Soledad Y Los Socios Del Rock.
- En 2021 participó del single Se me ha perdido un corazón del Homenaje a Gilda 25 años.
- En 2022 participó del single Lloviendo Estrellas junto al cantante Jey Mammon.
- En 2022 participó del single Vidas Comunes junto al cantante Tabaré Cardozo.
- En 2023 participó del single Muere Y Llueve junto al grupo Los Tabaleros.
- En 2024 participó del single Para Siempre junto al cantante Bejamín Amadeo.
- En 2024 participó del single La Luna Y Tú junto al grupo Ráfaga.
- En 2024 participó del single Balderrama junto a la cantante Amanda Miguel.

Participaciones en recopilatorios
- En 1996 participó del CD Mega Hits '96 con el tema «Alma, corazón y vida» del disco Poncho al viento.
- En 1997 participó del CD Hit Container '97 con el tema «A Don Ata» del disco Poncho al viento.
- En 1997 participó del CD Sony Music 50 Aniversario Vol. 5 con el tema «A Don Ata» del disco Poncho al viento.
- En 1997 participó del CD Homenaje a Horacio Guarany con los temas «Salteñita de los valles» y «Por las costas entrerrianas» del disco Poncho al viento.
- En 1998 participó del CD Allez!Ola!Olé!, banda de sonido oficial de la Copa Mundial de la FIFA Francia '98 con el tema «Los sueños de todo el mundo» del disco La Sole.
- En 1998 participó del CD Mega Hits '98 con el tema «Que nadie sepa mi sufrir» del disco La Sole.
- En 1998 participó del CD Venite para el folklore con los temas «Si de cantar se trata» y «Del norte cordobés» del disco La Sole.
- En 1999 participó del CD La noche de los jóvenes, banda de sonido oficial del programa de TV con el tema «Si de cantar se trata» del disco La Sole.
- En 1998 participó del CD Hit Container '99 con el tema «Del norte cordobés» del disco La Sole.
- En 1999 participó del CD International Music Sony Music Around the World con el tema «A Don Ata» del disco Poncho al viento.
- En 1999 participó del CD Los 20 del siglo XX con el tema «A Don Ata» del disco Poncho al viento.
- En 2000 participó del CD Billboard Latin Music Awards & Invitados especiales con el tema «Que nadie sepa mi sufrir» del disco La Sole.
- En 2000 participó del CD Hit Container 2000 con el tema «Como será» del disco Yo sí quiero a mi país.
- En 2000 participó del CD La música de Mitre Folklore con el tema «Corazón americano» del disco Yo sí quiero a mi país.
- En 2002 participó del CD Folclore 2003 con el tema «Todos juntos» del disco Libre.
- En 2003 participó del CD FM Hit lo mejor de Los 40 Principales con el tema «Otro día más» del disco Libre.
- En 2005 participó del CD Éxitos de todos los tiempos Argentinísima Vol. 10 con el tema «A Don Ata» del disco Poncho al viento.
- En 2005 participó del CD Creer que sí con los temas «Libre» y «Otro día más» del disco Libre.
- En 2006 participó del CD Bailando por un sueño con el tema «Entre a mi pago sin golpear» del disco Poncho al viento.
- En 2007 participó del CD Sin estribos Vol. 4 con el tema «A Don Ata» del disco Sole y Horacio: Juntos por única vez junto a Horacio Guarany.
- En 2010 participó del CD Cosquín 50 años década del 90 disco homenaje 4 con el tema «A Don Ata» del disco Poncho al viento.
- En 2010 participó del CD Melódicos argentinos Vol. 1 con el tema «Adonde vayas» del disco Adonde vayas.
- En 2011 participó del CD De Argentina a Japón: Ganbare! con el tema «Manos a la obra» del disco Libre.
- En 2014 participó del CD Sin estribos: Clásicos Folklore argentino con el tema «Luna cautiva» del disco Soledad.
- En 2015 participó del CD Folklore pa mi pueblo argentino 20 éxitos originales con el tema «Pa mi pueblo argentino» del disco Adonde vayas.
- En 2015 participó del CD Sin estribos Zambas con el tema «Cuando llegue el alba» del disco Folklore y el tema «De Simoca» del disco La fiesta junto a Los Nocheros y el Chaqueño Palavecino.
- En 2015 participó del CD Sin estribos Chacareras con el tema «Cuando me abandone mi alma» del disco Vivir es hoy y el tema «Mensaje de chacarera» del disco La Fiesta junto a Los Nocheros y el Chaqueño Palavecino.
- En 2018 participó del CD Mujer, Voz y Sentimiento, con el tema «Que nadie sepa mi sufrir» y el tema «La raíz de mi tierra» del disco Raíz, junto a Lila Downs y Niña Pastori,.

Otras participaciones
- En 1997 participó del CD Todos a bailar Vol. 3 con el tema «A Don Ata (Disco Version)» del disco Poncho al viento remezclado por Sigue Bailando (Lucho Servidio) Group 21.
- En 2002 participó del CD La oportunidad de tu vida del programa de TV Sorpresa 2002 en los agradecimientos.
- En 2003 participó del CD Douglas de colección con el tema «Y volveré» del disco Serenata a la luz de Los Ángeles del cantante chileno Douglas.
- En 2005 participó del CD Festival Nacional de Doma y Folklore 40º Edición con el tema «A Don Ata» del disco Poncho al viento presentado por Gustavo Trombetta.
- En 2006 participó del CD Romina componiendo el tema «Me salgo de la vaina» para la cantante Romina Maroso.
- En 2008 participó del CD De tu lado del cantante Lucas Boschiero en los agradecimientos.
- En 2009 participó del videoclip de la banda de rock La Franela en «Lo que me mata».
- En 2009 participó del CD Cristian Soloa componiendo el tema «A veces» para el cantante Cristian Soloa.
- En 2010 participó del CD Con mis amigos con el tema «Canta país» del disco Juntos por única vez del cantante Horacio Guarany.
- En 2012 participó del CD Mis elegidas con el tema «Juntito al fogón» del disco Mi esencia del cantante Leandro Lovato.
- En 2013 participó del CD Me muevo para aquí componiendo el tema «Walter y Gastón» para el cantante y conductor de Disney Junior Diego Topa.
- En 2015 participó del CD Magia (Deluxe Version) componiendo el tema «Hay que ser correntino» para el grupo Los Campedrinos.
- En 2016 participó del CD 15 años y + con el tema «Y volveré» del disco Serenata a la luz de Los Ángeles del cantante chileno Douglas.
- En 2019 participó del CD Contra el viento con la introducción «Pensamiento de Soledad Pastorutti» al tema «La Libreta» de la cantautora puertorriqueña Kany García.

## Filmografía
Cine
- 1999: La edad del sol como ella misma.[50]
- 2004: Teo, cazador intergaláctico (película animada, banda de sonido).
- 2006: Patoruzito: la gran aventura (película animada, banda de sonido).
- 2009: Cantora, un viaje íntimo como ella misma (documental).
- 2012: Soledad y Larguirucho como ella misma (película animada y de acción en vivo).
- 2015: Zonda, folclore argentino como ella misma (documental).

Ficciones de televisión
- 2003: Rincón de luz como Soledad Acosta (telenovela).
- 2004: Los pensionados como Luciana (telenovela).
- 2004: Los Roldán como ella misma (telenovela).
- 2005: ¿Quién es el jefe? como ella misma (telenovela).

Programas de televisión
| Televisión | Televisión                        | Televisión | Televisión                                   | Televisión |
| Año        | Programa                          | Canal      | Notas                                        |            |
| ---------- | --------------------------------- | ---------- | -------------------------------------------- | ---------- |
| 2004       | El llamado final                  | Canal 13   | Conductora                                   |            |
| 2007       | High School Musical: la selección | Canal 13   | Jurado                                       |            |
| 2008–2015  | Ecos de mi tierra                 | TV Pública | Presentadora                                 |            |
| 2012       | La Voz Argentina                  | Telefe     | Entrenador – Ganadora                        |            |
| 2014       | Tu cara me suena                  | Telefe     | Jurado invitada reemplazando a Cacho Castaña |            |
| 2015       | Elegidos (La música en tus manos) | Telefe     | Jurado                                       |            |
| 2018       | La Voz Argentina                  | Telefe     | Entrenador – 2.º lugar                       |            |
| 2019       | Pequeños gigantes                 | Telefe     | Jurado invitada                              |            |
| 2021, 2023 | La peña de Morfi                  | Telefe     | Coconductora                                 |            |
| 2021       | La Voz Argentina                  | Telefe     | Entrenador – Ganadora                        |            |
| 2021       | Trato hecho                       | Telefe     | Participante invitada                        |            |
| 2022       | La Voz Argentina                  | Telefe     | Entrenador – Ganadora                        |            |
| 2023       | Un sol para los chicos            | Canal 13   |                                              |            |
| 2025       | La Voz Argentina                  | Telefe     | Entrenadora                                  |            |

## Giras musicales
Giras
- 2003: Adonde vayas
- 2009-2010: La fiesta - Juntos de verdad
- 2011: Vivo en Arequito
- 2011: Canciones a la carta
- 2012: Canciones a la carta (segunda parte)
- 2015: Vivir es hoy
- 2016: 20 Años de Soledad
- 2017: 20+1
- 2018: Soledad (Europa)
- 2019: Soledad (EE. UU)
- 2019: La Gringa
- 2021: Parte de mí (Carlos Paz)
- 2021: La música de mi Vida
- 2023: Natural
- 2024: Simplemente Soledad

Conciertos especiales
- 4.11.1995: Escobar (Buenos Aires) - Argentina // Primer concierto profesional
- 26.01.1996: Cosquín (Córdoba) - Argentina // Primer Cosquín
- 26.11.2005: Obras (Buenos Aires) - Argentina // Presentación 10 años de Soledad
- 16.05.2009: Estadio Vélez Sarsfield (Buenos Aires) - Argentina // Presentación La Fiesta Juntos de Verdad
- 10.10.2010: Arequito (Santa Fe) - Argentina // 15 años de carrera, 30 años de vida
- 07.10.2012: Arequito (Santa Fe) - Argentina
- 03.11.2012: Teatro Gran Rex (Buenos Aires) - Argentina
- 30.01.2014: Arequito (Santa Fe) - Argentina
- 21.08.2015: Teatro Ópera (Buenos Aires) - Argentina
- 23.08.2015: Teatro Ópera (Buenos Aires) - Argentina
- 19.12.2015: Teatro Ópera (Buenos Aires) - Argentina
- 26.01.2016: Cosquín (Córdoba) - Argentina // 20 años del Primer Cosquín
- 29.10.2016: Luna Park (Buenos Aires) - Argentina
- 25.08.2017: Teatro Gran Rex (Buenos Aires) - Argentina
- 26.08.2017: Teatro Gran Rex (Buenos Aires) - Argentina
- 15.10.2017: Arequito (Santa Fe) - Argentina
- 12.10.2020: Movistar Arena (Buenos Aires) - Argentina
- 09.10.2021: Movistar Arena (Buenos Aires) - Argentina

## Premios y distinciones
Premios Grammy
| Año  | Categoría                 | Trabajo nominado | Resultado |
| ---- | ------------------------- | ---------------- | --------- |
| 2015 | Mejor álbum de pop latino | Raíz             | Nominada  |

Premios Grammy Latino
| Año  | Categoría              | Trabajo nominado | Resultado |
| ---- | ---------------------- | ---------------- | --------- |
| 2009 | Mejor Álbum Folklórico | Folklore         | Nominada  |
| 2011 | Mejor Álbum Folklórico | Vivo en Arequito | Nominada  |
| 2014 | Mejor Álbum Folklórico | Raíz             | Ganadora  |
| 2014 | Álbum del año          | Raíz             | Nominada  |

Premios Carlos Gardel
| Año  | Categoría                                   | Trabajo nominado                    | Resultado | Ref.   |
| ---- | ------------------------------------------- | ----------------------------------- | --------- | ------ |
| 1999 | Álbum del año                               | La Sole                             | Nominada  | [ 51 ] |
| 1999 | Mejor artista de folklore                   | La Sole                             | Nominada  | [ 51 ] |
| 2000 | Mejor artista femenina de folklore          | Yo sí quiero a mi país              | Ganadora  | [ 52 ] |
| 2001 | Mejor artista femenina de folklore          | Soledad                             | Nominada  | [ 53 ] |
| 2002 | Mejor artista femenina de folklore          | Libre                               | Ganadora  |        |
| 2003 | Mejor Álbum Grupo de Folklore               | Sole y Horacio juntos por única vez | Nominada  |        |
| 2006 | Mejor álbum artista femenina de folklore    | Diez años de Soledad                | Nominada  |        |
| 2009 | Mejor álbum artista femenina de folklore    | Folklore                            | Nominada  |        |
| 2010 | Mejor Álbum Grupo de Folklore               | La Fiesta juntos de verdad          | Ganadora  |        |
| 2011 | Mejor álbum artista femenina de folklore    | Vivo en Arequito                    | Nominada  |        |
| 2015 | Mejor Álbum Instrumental/Fusión/World Music | Raíz                                | Nominada  |        |
| 2016 | Mejor álbum artista femenina de folklore    | Vivir es hoy                        | Nominada  |        |
| 2017 | Mejor álbum artista femenina de folklore    | 20 años                             | Ganadora  |        |
| 2019 | Mejor Canción de Dueto / Colaboración       | No es no (Axel & Soledad)           | Nominada  |        |
| 2020 | Mejor Álbum Folklore Alternativo            | Parte de mí                         | Nominada  |        |

| Año  | Programa          | Categoría                     | Resultado |
| ---- | ----------------- | ----------------------------- | --------- |
| 2008 | Ecos de mi tierra | Programa musical              | Nominado  |
| 2009 | Ecos de mi tierra | Programa musical              | Nominado  |
| 2010 | Ecos de mi tierra | Programa musical              | Nominado  |
| 2012 | Ecos de mi tierra | Programa musical              | Nominado  |
| 2013 | Ecos de mi tierra | Programa cultural / educativo | Nominado  |
| 2014 | Ecos de mi tierra | Programa cultural / educativo | Nominado  |
| 2015 | Ecos de mi tierra | Programa musical              | Ganador   |
| 2016 | Ecos de mi tierra | Programa musical              | Ganador   |
| 2022 | La voz Argentina  | Mejor Jurado                  | Ganador   |

| Año  | Categoría         | Resultado |
| ---- | ----------------- | --------- |
| 2000 | Gaviota de plata  | Ganadora  |
| 2002 | Antorcha de plata | Ganadora  |

| Año  | Categoría           | Resultado |
| ---- | ------------------- | --------- |
| 1996 | Premio Revelación   | Ganadora  |
| 1996 | Cosquín de Oro      | Ganadora  |
| 1997 | Premio Consagración | Ganadora  |

| Año  | Categoría         | Resultado |
| ---- | ----------------- | --------- |
| 2000 | Premio Revelación | Ganadora  |

| Año  | Categoría                             | Resultado |
| ---- | ------------------------------------- | --------- |
| 2004 | Premio del Público "Premios Ovejeros" | Ganadora  |
| 2004 | Premio del Jurado "Premios Ñandú"     | Ganadora  |

| Año  | Categoría          | Espectáculo          | Ciudad     | Resultado |
| ---- | ------------------ | -------------------- | ---------- | --------- |
| 2021 | Mejor Show Musical | Soledad, Parte de mí | Carlos Paz | Ganadora  |

Premios CAPIF
1. Disco de Diamante por Poncho al viento (4-11-1999)
2. Disco de Diamante por La Sole (2006)
3. Quíntuple Disco de platino por A mi gente
4. Triple Disco de platino por Yo si quiero a mi país
5. Doble Disco de platino por Soledad
6. Quíntuple Disco de platino por Libre
7. Disco de platino por Juntos por única vez
8. Doble Disco de platino por Adonde vayas
9. Disco de oro por Diez años de Soledad (2005)
10. Disco de platino por Soledad en vivo en Obras (2007)
11. Disco de oro por Folklore (2008)
12. Disco de platino por La fiesta: juntos de verdad (4-9-2009)
13. Disco de oro por Vivo en Arequito (2013)
14. Disco de oro por Vivir es hoy (26-1-2016)
15. Disco de oro por 20 años (2017)

Otros premios
1. Festival Nacional de Folklore Durazno Uruguay - Premio Charrúa de Oro (1998)
2. Ministerio de Salud (Argentina) - Premio Mujer Destacada en Salud	(2007)
3. Premios Atahualpa Yupanqui - Premio Especial del Público (2008)
4. Premios CILSA al compromiso social - Solidaridad Social (2009)
5. Fundación "Jóvenes Líderes" - Premio "Joven Líder" (2009)
6. Premios CILSA al compromiso social - Trayectoria Social (2011)
7. Premios LRA Radio Nacional - Trayectoria en Cultura (2011)
8. Kids Choice Awards Argentina - Trayectoria (2014)